# Mija Martina
Mija Martina Barbaric (Mostar, 26 aprile 1984) è una cantante bosniaca.
Il suo nome è un chiaro omaggio alla cantante italiana Mia Martini, scomparsa nel 1995.
Era una star già da bambina, ha assaggiato il successo quando all'età di tre anni e mezzo ha vinto un concorso di canto per bambini. La sua prima apparizione professionale è stata in un concorso a Sarajevo a sedici anni.
Nonostante la giovane età ha già partecipato a molti festival e due volte alla finale nazionale bosniaca per l'Eurovision Song Contest, il concorso per decidere chi avrebbe partecipato per la Bosnia ed Erzegovina. Nel 2003, ha vinto con la canzone Ne brini, cantata metà in bosniaco e metà in inglese. La canzone è arrivata sedicesima alla finale europea di Riga, con 27 punti.
Lavora inoltre come giornalista e presenta una trasmissione musicale sulla televisione locale a Mostar.